# Murder in the Air
Pour plus de détails, voir Fiche technique et Distribution.
Murder in the Air est un film d'espionnage américain sorti en 1940.

## Synopsis
L'agent Saxby, chef des services secrets du département du Trésor américain, charge le lieutenant Brass Bancroft de se faire passer pour un espion décédé, Steve Swenko. Gabby Watters, l'assistant de Brass, trouve une lettre dans la chaussure du cadavre, adressée à Joe Garvey, le leader d'un groupe faisant l'objet d'une enquête du Comité sur les activités anti-américaines. La femme de Swenko, Hilda Riker, apprend que son mari est mort et reconnaît Bancroft comme un imposteur. Avant qu'elle ne puisse avertir Garvey de la présence d'un agent fédéral, Gabby, se faisant passer pour un chauffeur de taxi, suit Brass jusqu'à l'appartement d'Hilda et vient à son secours.
Garvey, à son insu, charge Bancroft de monter à bord du dirigeable de la marine américaine U.S.S. Mason sur lequel est monté un projecteur à inertie,  sorte de canon laser à rayons mortels. Une fois à bord, Bancroft doit contacter Rumford, un espion qui se fait passer pour l'assistant du Dr Finchley, membre de la Société des Nations. Alors qu'il vole les plans du projecteur à inertie, Rumford ordonne à Bancroft de détruire le dirigeable mais Garvey et Rumford apprennent que Bancroft est un agent du gouvernement. Lorsque le dirigeable s'écrase pendant une tempête, Rumford vole les plans et laisse Bancroft inconscient mourir dans l'accident.
Après que Brass ait été secouru et emmené dans un hôpital de la marine, Garvey prévoit de faire passer la frontière à Rumford et aux documents volés. Saxby est alerté et lors d'une spectaculaire poursuite aérienne, l'avion de Garvey est abattu par le projecteur à inertie, envoyant les deux espions à la mort dans une explosion de flammes.

## Fiche technique
- Titre : Murder in the Air
- Titre original : Murder in the Air
- Réalisation : Lewis Seiler
- Scénario : Raymond L. Schrock
- Production :Bryan Foy
- Société de production et de distribution : Warner Bros.
- Musique : Robert B. Lee
- Photographie : Ted D. McCord
- Direction artistique : Stanley Fleischer
- Décorateur de plateau :
- Costumes : Howard Shoup
- Montage :
- Pays d'origine : États-Unis
- Format : Noir et blanc - Son : Mono (RCA Sound System)
- Genre : Comédie dramatique et espionnage
- Durée : 55 minutes
- Dates de sortie :
  - États-Unis : 1er juin 1940

## Distribution
- Ronald Reagan : Brass Bancroft
- John Litel : Saxby
- Lya Lys : Hilda Riker
- James Stephenson : Joe Garvey
- Eddie Foy Jr. : Gabby Watters
- Robert Warwick : Dr Finchley
- Victor Zimmerman : Rumford
- William Gould : Amiral Winfield
- Kenneth Harlan : Commandant Wayne
- Frank Wilcox : employé d'hôtel
- Owen King : George Hayden
- Dick Rich : John Kramer
- Charles Brokaw : Otto
- Helen Lynd : Dolly